# Niklas Kronwall
Niklas Kronwall (* 12. ledna 1981 ve Stockholmu) je bývalý profesionální švédský hokejový obránce, který odehrál v severoamerické NHL 953 utkání, všechny za Detroit Red Wings.

## Hráčská kariéra
Svou kariéru začal v mateřském klubu Järfälla HC, ale zanedlouho se přes Huddinge IK dostal do Djurgårdens IF Hockey. Byl draftován týmem Detroit Red Wings jako celkově 29. volba 1. kola draftu v roce 2000. Do sestavy Detroitu se ale dostal až v sezóně 2003/2004, kdy odehrál 20 zápasů, ve kterých vstřelil jednu branku a na další čtyři nahrál. Mimo to také zaznamenal 16 trestných minut. Poté následovaly střídavé starty, až konečně v letech 2006/2007 odehrál celou sezónu. Od té doby se stal stabilním členem obrany Detroitu Red Wings. V sezóně 2007/2008 s Red Wings vyhrál Stanley Cup, čímž vstoupil do Triple Gold Clubu. Během sezóny 2009/2010 zaznamenal sedm branek a patnáct asistencí. Niklas Kronwall odehrál tuto sezónu pouze 48 zápasů, což bylo způsobeno častými zraněními kolena. Po uzdravení se vrátil na led a pomohl Red Wings uzavřít sezónu s kvalitním výsledkem. Skončili pátí v Západní Konferenci, a mohli si tedy zahrát playoff. Po vypršení sedmiletého kontraktu po sezóně 2018/2019 dal najevo, že nemá zájem hrát za jiný klub než Red Wings a v září 2019 jako volný hráč oznámil konec hráčské kariéry, načež se stal poradcem generálního manažera Red Wings Stevea Yzermana.

## Ocenění a úspěchy
- MS-18 1999 All-Star Team
- MSJ 2000 Nejlepší střelec na pozici obránce
- Elitserien 2000/2001 Årets Junior
- AHL 2004/2005 Eddie Shore Award
- AHL 2004/2005 První All-Star Team
- MS 2005 All-Star Team
- MS 2006 All-Star Team
- MS 2006 Nejlepší obránce
- MS 2006 Nejlepší hráč
- NHL 2007/2008 Nejlepší obránce v bodování
- 2008 Triple Gold Club

## Klubové statistiky
| Sezona            | Klub                  | Soutěž            | Základní část | Základní část | Základní část | Základní část | Základní část | Play off | Play off | Play off | Play off | Play off |
| Sezona            | Klub                  | Soutěž            | Z             | G             | A             | B             | TM            | Z        | G        | A        | B        | TM       |
| ----------------- | --------------------- | ----------------- | ------------- | ------------- | ------------- | ------------- | ------------- | -------- | -------- | -------- | -------- | -------- |
| 1998/1999         | Huddinge IK           | Alls.             | 24            | 1             | 1             | 2             | 24            | —        | —        | —        | —        | —        |
| 1999/2000         | Djurgårdens IF        | Elit              | 37            | 1             | 4             | 5             | 16            | 8        | 0        | 0        | 0        | 8        |
| 2000/2001         | Djurgårdens IF        | Elit              | 31            | 1             | 9             | 10            | 32            | 15       | 0        | 1        | 1        | 8        |
| 2001/2002         | Djurgårdens IF        | Elit              | 48            | 5             | 7             | 12            | 34            | 0        | 0        | 0        | 0        | 0        |
| 2002/2003         | Djurgårdens IF        | Elit              | 50            | 5             | 13            | 18            | 46            | 12       | 3        | 2        | 5        | 18       |
| 2003/2004         | Detroit Red Wings     | NHL               | 20            | 1             | 4             | 5             | 16            | —        | —        | —        | —        | —        |
| 2003/2004         | Grand Rapids Griffins | AHL               | 25            | 2             | 11            | 13            | 20            | —        | —        | —        | —        | —        |
| 2004/2005         | Grand Rapids Griffins | AHL               | 76            | 13            | 40            | 53            | 53            | —        | —        | —        | —        | —        |
| 2005/2006         | Detroit Red Wings     | NHL               | 27            | 1             | 8             | 9             | 28            | 6        | 0        | 3        | 3        | 2        |
| 2005/2006         | Grand Rapids Griffins | AHL               | 1             | 0             | 0             | 0             | 0             | —        | —        | —        | —        | —        |
| 2006/2007         | Detroit Red Wings     | NHL               | 68            | 1             | 21            | 22            | 54            | —        | —        | —        | —        | —        |
| 2007/2008         | Detroit Red Wings     | NHL               | 65            | 7             | 28            | 35            | 25            | 22       | 0        | 15       | 15       | 18       |
| 2008/2009         | Detroit Red Wings     | NHL               | 80            | 6             | 45            | 51            | 50            | 23       | 2        | 7        | 9        | 33       |
| 2009/2010         | Detroit Red Wings     | NHL               | 48            | 7             | 15            | 22            | 32            | 12       | 0        | 5        | 5        | 12       |
| 2010/2011         | Detroit Red Wings     | NHL               | 77            | 11            | 26            | 37            | 36            | 11       | 2        | 4        | 6        | 4        |
| 2011/2012         | Detroit Red Wings     | NHL               | 82            | 15            | 21            | 36            | 38            | 5        | 0        | 2        | 2        | 4        |
| 2012/2013         | Detroit Red Wings     | NHL               | 48            | 5             | 24            | 29            | 44            | 14       | 0        | 2        | 2        | 4        |
| 2013/2014         | Detroit Red Wings     | NHL               | 79            | 8             | 41            | 49            | 44            | 5        | 1        | 1        | 2        | 0        |
| 2014/2015         | Detroit Red Wings     | NHL               | 80            | 9             | 35            | 44            | 40            | 6        | 0        | 2        | 2        | 4        |
| 2015/2016         | Detroit Red Wings     | NHL               | 64            | 3             | 23            | 26            | 30            | 5        | 0        | 1        | 1        | 8        |
| 2016/2017         | Detroit Red Wings     | NHL               | 57            | 2             | 11            | 13            | 32            | —        | —        | —        | —        | —        |
| 2017/2018         | Detroit Red Wings     | NHL               | 79            | 4             | 23            | 27            | 36            | —        | —        | —        | —        | —        |
| 2018/2019         | Detroit Red Wings     | NHL               | 79            | 3             | 24            | 27            | 40            | —        | —        | —        | —        | —        |
| Elitserien celkem | Elitserien celkem     | Elitserien celkem | 166           | 12            | 33            | 45            | 128           | 35       | 3        | 3        | 6        | 34       |
| AHL celkem        | AHL celkem            | AHL celkem        | 102           | 15            | 51            | 66            | 73            | —        | —        | —        | —        | —        |
| NHL celkem        | NHL celkem            | NHL celkem        | 953           | 83            | 349           | 432           | 564           | 109      | 5        | 42       | 47       | 89       |

### Reprezentační statistiky
| 1998         | Švédsko 19   | MEJ          | 6  | 1 | 2  | 3  | 6  |
| 1999         | Švédsko 18   | MS-18        | 7  | 0 | 4  | 4  | 10 |
| 2000         | Švédsko 20   | MSJ          | 7  | 5 | 1  | 6  | 10 |
| 2001         | Švédsko 20   | MSJ          | 5  | 0 | 1  | 1  | 2  |
| 2003         | Švédsko      | MS           | 5  | 0 | 0  | 0  | 4  |
| 2005         | Švédsko      | MS           | 9  | 3 | 3  | 6  | 10 |
| 2006         | Švédsko      | ZOH          | 2  | 1 | 1  | 2  | 8  |
| 2006         | Švédsko      | MS           | 8  | 2 | 8  | 10 | 10 |
| 2010         | Švédsko      | ZOH          | 4  | 0 | 0  | 0  | 2  |
| 2012         | Švédsko      | MS           | 8  | 1 | 0  | 1  | 4  |
| 2014         | Švédsko      | ZOH          | 6  | 0 | 2  | 2  | 4  |
| Celkem v MSJ | Celkem v MSJ | Celkem v MSJ | 12 | 5 | 2  | 7  | 12 |
| Celkem v MS  | Celkem v MS  | Celkem v MS  | 30 | 6 | 11 | 17 | 28 |
| Celkem v OH  | Celkem v OH  | Celkem v OH  | 12 | 1 | 3  | 4  | 14 |